# Море Сомова
Море Сомова  було запропонованою назвою для частини Південного океану, біля берегів Землі Вікторії (Східна Антарктида). 
Назва вперше запропонована Росією на честь керівника Першої Радянської антарктичної експедиції М. М. Сомова для проєкту 2002 року Міжнародної гідрографічної організації (МГО). Цей проєкт ніколи не був затверджений МГО (чи жодною іншою організацією), голосування було перервано, і МГО документ 1953 року (в якому немає згадок про море Сомова) залишився в силі. Провідні географічні органи, організації та атласи не використовують цієї назви, включно з 10 виданням «Світового атласу» («World Atlas») 2014 року від Національного географічного товариства та 14м виданням британського «Times Atlas of the World» 2014 року. Незважаючи на це, назва використовується на російських картах.
Море б знаходилося між 150° і 170° східної довготи, між морями Росса і Дюрвіля. Координати центральної частини: 60°0′ пд. ш. 162°0′ сх. д. / 60.000° пд. ш. 162.000° сх. д.. Східна частина моря загалом знаходилася би в межах континентального шельфу, західна частина глибиною до 3 000 м. Площа була б 1,15 млн км². На півночі лежать острова Баллені. На березі моря знаходиться російська наукова антарктична станція Ленінградська.

## Клімат
Прилегла до узбережжя Антарктиди акваторія моря лежить в антарктичному кліматичному поясі, відкриті північні частини моря — в субантарктичному. Над південною акваторією моря цілий рік переважає полярна повітряна маса. Сильні катабатичні вітри. Льодовий покрив цілорічний. Низькі температури повітря цілий рік. Атмосферних опадів випадає недостатньо. Літо холодне, зима порівняно м'яка. Над північною відкритою частиною моря взимку дмуть вітри з континенту, що висушують і заморожують усе навкруги; влітку морські прохолодні західні вітри розганяють морську кригу, погіршують погоду.

## Біологія
Акваторія моря відноситься до морського екорегіону Східна Антарктика — Земля Вілкса південно-океанічної зоогеографічної провінції. У зоогеографічному відношенні донна фауна континентального шельфу й острівних мілин до глибини 200 м відноситься до антарктичної циркумполярної області антарктичної зони.